# 尼子季久
尼子 季久（あまご すえひさ、天文11年（1542年） - 没年不明）は、戦国時代の人物。尼子氏の家臣。尼子誠久の三男。兄に氏久・吉久、弟に常久・勝久・通久がいる。
天文23年（1554年）、主君・尼子晴久により、祖父尼子国久と父誠久らが粛清された後、兄や弟は新宮館で殺されたが季久については詳細不明。次男吉久が天文10年（1541年）、四男常久が天文12年（1543年）生まれのため季久の生年は天文11年（1542年）と推測される。